# Aeroportul Araracuara
Aeroportul Araracuara (IATA: ACR, ICAO: SKAC) este un aeroport din Departamentul Amazonas, Columbia ce deservește zona Solano⁠(d). Aeroportul a fost tranzitat în 2021 de 540 de pasageri.
Situat la o altitudine de 239 m, aeroportul dispune de o singură pistă. Este operat de Aeronaútica Civil de Colombia⁠(d).